# بنجامين باغباي
بنجامين باغباي (بالإنجليزية: Benjamin Bagby)‏ هو ملحن أمريكي، ولد في 20 فبراير 1950.

## وصلات خارجية
- بنجامين باغباي على موقع ميوزك برينز (الإنجليزية)
- بنجامين باغباي على موقع ديسكوغز (الإنجليزية)